# Западни Калимантан
Западни Калимантан (инд. Kalimantan Barat), једна је од 34 провинције Индонезије. Провинција се налази на острву Борнео или Калимантан, на северу Индонезије. Покрива укупну површину од 147.307 км² и има 4.395.983 становника (2010). 
Главни град је Понтианак.

## Демографија
Становништво чине: Дајаци (34%), Малајци (34%), Јаванци (9%) и други. Ислам је и овде у експанзији, тако да је већинско муслиманско становништво (59%), а следе римокатолици (23%) и протестанти (12%), те будисти (6%) и други.
| 1971.     | 1980.     | 1990.     | 1995.     | 2000.     |
| --------- | --------- | --------- | --------- | --------- |
| 2.019.936 | 2.486.068 | 3.229.153 | 3.635.730 | 4.034.178 |

## Галерија
- Национални парк Данау Сентарум
- Мост у Понтианаку